# Alexander Schimmelfennig

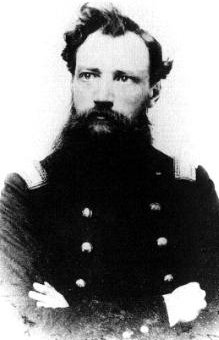
Alexander Schimmelfennig als General des Unionsheeres

Alexander Schimmelfennig (auch: Alexander Ferdinand Schimmelpfennig von der Oye; * 20. Juli 1824 in Bromberg, Provinz Posen; † 5. September 1865 in Wernersville, Pennsylvania) war ein preußischer Militär und Revolutionär während der Revolution 1848/49. Nach seiner Flucht aus Deutschland emigrierte er 1854 in die Vereinigten Staaten, wo er während des Sezessionskrieges als General im Unionsheer diente.

## Leben und Karriere vor der Emigration
Alexander Schimmelfennig entstammte einer preußischen Linie des Adelsgeschlechts der Schimmelpenninck von der Oye. Er trat 1842 dem Militär bei und diente zuerst als Pionieroffizier im 29. Infanterie-Regiment (von Horn) bis zum Rang eines Unterleutnants (Secondelieutenant) und danach, ab 1847, im 16. Infanterie-Regiment, mit dem er in Köln stationiert war. Hier kam er in Kontakt mit radikalen politischen Kräften, die seine politische Einstellung nachhaltig beeinflussten. Er unterstützte die Revolution 1848/49, wurde aber im Anschluss daran durch die Friedensverhandlungen zur Beendigung des Schleswig-Holsteinischen Krieges 1851 desillusioniert.
Er unterstützte die Opposition gegenüber Preußens Versuchen, die Durchsetzung der Paulskirchenverfassung zu verhindern und wurde Mitglied der Pfälzer Militärkommission, die die Verteidigung gegen den preußischen Einmarsch leitete. In dem Gefecht bei Rinnthal am 17. Juni 1849 wurde er am Knie verwundet, konnte sich aber retten und floh wahrscheinlich wie viele andere Revolutionäre in die Schweiz. In Abwesenheit wurde er am 7. Oktober 1848 aus dem preußischen Militär entlassen und aufgrund seiner Handlungen während der Revolution zum Tod verurteilt. In der Schweiz lernte er den ebenfalls dorthin geflüchteten Carl Schurz kennen und beide flohen über Paris nach London. In London wurde Schimmelfennig Mitglied der dort existierenden Bewegung German Democratic Movement, die in deutlichem Gegensatz zu der politischen Haltung der ebenfalls dort lebenden Karl Marx und Friedrich Engels stand. Am 15. September 1852 heiratete er in London Sophia von Glümer, mit der er drei Kinder (Bertha, Helene Ida und Hermann Alexander Rudolph) hatte.

## Emigration in die Vereinigten Staaten
1854 emigrierte Schimmelfennig in die Vereinigten Staaten und arbeitet dort im Kriegsministerium der Vereinigten Staaten. Hier baute er seine Kontakte zu anderen ehemaligen Revolutionären, den so genannten Forty-Eighters, auf. Viele dieser emigrierten Revolutionäre von 1848/49 waren wie er damals Offiziere und dienten nach ihrer Emigration nun im US-Heer. In dieser Zeit schrieb er auch sein Buch The War between Russia and Turkey, das 1854 in Philadelphia erschien.

## Die Rolle von Schimmelfennig während des Sezessionskrieges
Gemeinsame Versuche von Schimmelfennig mit Carl Schurz zur Aufstellung eines nur aus deutschen Einwanderern bestehenden Kavallerie-Regimentes scheiterten aufgrund der Ernennung von Schurz zum Botschafter der Vereinigten Staaten in Spanien durch den neu gewählten Präsidenten Abraham Lincoln. Schimmelfennig erhielt zu Beginn des Sezessionskrieges das Kommando über ein deutschstämmiges Regiment in Pennsylvania. Das Regiment, das er nun als Oberst anführte, bestand aus deutschstämmigen Amerikanern aus den Städten Pittsburgh und Philadelphia in Pennsylvania. Es wurde deshalb als 1st German Regiment (of Pennsylvania) bezeichnet und später in 74. Pennsylvania-Infanterie-Regiment umbenannt. Als er nach einem Reitunfall längere Zeit ausfiel, wollten andere Bewerber dieses neu aufgestellte Regiment übernehmen, was aber durch den Einfluss von Schimmelfennigs Freunden misslang. Schimmelfennig kam erst im Sommer 1862 wieder zur Truppe zurück und übernahm die Brigade des gefallenen Generals Henry Bohlen im XI. Korps. Mit Wirkung vom 29. November 1862 wurde er zum Brigadegeneral der Freiwilligen befördert.
Zur Zeit des Sezessionskrieges kam es in den Nordstaaten zu einer starken Ausprägung des Nativismus, einer speziellen gesellschaftlichen Form der Fremdenfeindlichkeit gegenüber neu eingewanderten Immigranten. Diese zeigte sich besonders bei den deutschstämmigen Truppen des XI. Korps, die nach Umgehung ihrer Flanke durch General Stonewall Jackson in der Schlacht bei Chancellorsville an massiven Rückzugsbewegungen beteiligt waren. Das Korps traf der größte Teil der Verachtung der Presse, welche das Thema der „Feigheit der deutschen Soldaten“ über längere Zeit behandelte. Unter den Kritikern war auch der Kommandierende General Oliver Otis Howard, der einen Sündenbock für eigene Fehler brauchte.

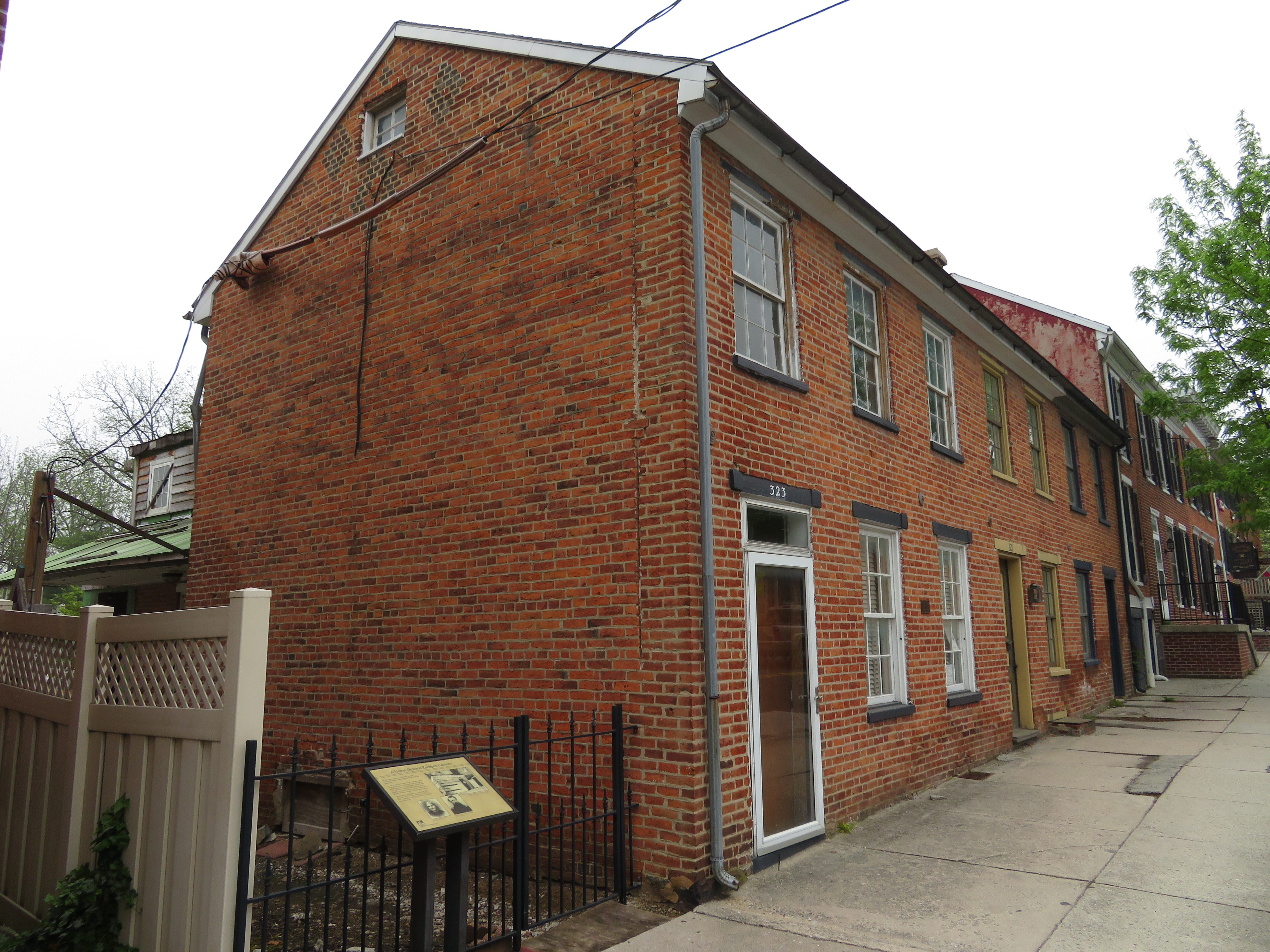
Garlach House in Gettysburg

In der folgenden Schlacht von Gettysburg kommandierte Schimmelfennig eine Brigade in der 3. Division des XI. Korps, die von seinem ehemaligen deutschen Mitrevolutionär Carl Schurz geführt wurde. Dieser war mittlerweile Generalmajor des Unionsheeres. Für kurze Zeit kommandierte Schimmelfennig sogar die 3. Division als Schurz ebenso kurz die Führung des XI. Korps übernahm. Seine Brigade hatte große Verluste, vor allem in Form von Kriegsgefangenen. Hunderte seiner Soldaten wurden in den engen Gassen von Gettysburg von einmarschierenden konföderierten Soldaten eingekesselt und gefangen genommen. Schimmelfennigs und Oberst Charles Costers Brigade versuchten, das Ausweichen der Reste des XI. Korps zu decken, gerieten aber schnell in Unordnung und flohen ebenfalls. Während der Flucht durch die Stadt versteckte sich Schimmelfennig erst in einem Abzugsgraben in der Baltimore Street und später in einem Schuppen des Anwesens von Anna Garlach, um der Gefangennahme durch konföderierte Soldaten, die die Stadt drei Tage besetzten, zu entgehen (ein Hinweis an dem heute noch stehenden Haus der Garlachs erinnert an dieses Ereignis). Nach der Schlacht stieß er wieder zu seiner Truppe, die ihn, in der Annahme, er sei tot, freudig begrüßte. Trotzdem wurde Schimmelfennigs Geschichte schnell von der Presse aufgegriffen und diente als erneutes Beispiel für die Feigheit der deutschen Soldaten.
Im Herbst 1863 übernahm Schimmelfennig das Kommando über eine Brigade der 1. Division des XI. Korps. Er und seine Brigade wurden nach South Carolina abkommandiert, wo sie auf Folly Island stationiert waren. Er kommandierte diesen Distrikt während General Shermans Marsch zur See. Nachdem er einige Zeit aufgrund von Malariaanfällen ausgefallen war, nahm er am 18. Februar 1865 die Kapitulation von Charleston, South Carolina entgegen (Die Stelle, an der sich sein Hauptquartier befand, ist heute markiert). Aufgrund seines Dienstes in den Sümpfen rund um Charlestown erkrankte er an einer virulenten Form der Tuberkulose. Während des Versuches, seine Krankheit im Sanatorium von Wernersville, Pennsylvania auszukurieren, starb er an fortgeschrittener Tuberkulose.
Alexander Schimmelfennig ist auf dem Charles Evans Cemetery in Reading, Pennsylvania begraben. Nicht weit von seinem Grab entfernt liegt das Grabmal eines anderen Generals der Unionsarmee, David McMurtrie Gregg.
Auf dem Denkmal über seinem Grab steht folgende Inschrift:
Genl. Alexander Schimmelfinnig.

Born July 20, 1824 in Lithauen, Prussia.

Died September 5, 1865 near Reading, Pa.

An Officer in the Prussian Army. He resigned his commission to sustain the

Republican cause on the battlefields of Schleswig Holstein, The Palatinate

and Baden. In 1853 he emigrated to the U.S. and at the outbreak of the

rebellion in 1861 he raised and led the 74th Regiment of Pa. Vol. In defense

of his adopted country. He commanded a brigade at the battles of Second Bull

Run, Chancellorsville and Gettysburg; and was afterwards ordered to the siege

of Charleston, S.C. when that city capitulated.

His command was the first to enter and take possession.
A German by birth;

An American in death;

He wrote his name on

the hearts of his countrymen.